# Stoke Hammond
Stoke Hammond – wieś w Anglii, w hrabstwie Buckinghamshire, w dystrykcie (unitary authority) Buckinghamshire. Leży 65 km na północny zachód od centrum Londynu. W 2001 miejscowość liczyła 849 mieszkańców.